# Gertrudiella validinervis
Gertrudiella validinervis là một loài Rêu trong họ Pottiaceae. Loài này được (Herzog) Broth. mô tả khoa học đầu tiên năm 1925.